# Březový vrch
Březový vrch lub Březový kopec (743 m n.p.m.) (niem. Birkenberg) – góra w północnych Czechach, w Sudetach Środkowych, w Górach Kamiennych, w paśmie Gór Suchych (cz. Javoří hory).
Wzniesienie położone w Sudetach Środkowych, w Górach Kamiennych, w zachodniej części pasma Gór Suchych, w bocznym grzbieciku, odchodzącym ku południowi pomiędzy Koziną a Kopicą. Na wschód od niego leży bliźniaczy grzbiecik z wierzchołkiem Malý kopec. Na północ, grzbietem Gór Suchych biegnie polsko-czeska granica państwowa. Na południowym zachodzie, w dolinie potoku o nazwie Dobrohošťský potok leży miejscowość Vižňov.
Szczyt porośnięty lasem świerkowym regla dolnego, miejscami buczyną z domieszką jawora. Znajduje się w Obszarze Chronionego Krajobrazu Broumovsko.